# Узкоколейная железная дорога Гороховского торфопредприятия
Узкоколейная железная дорога Гороховского т/пр — торфовозная узкоколейная железная дорога колеи 750 мм. Максимальная длина 47 км, эксплуатируется в настоящее время 35 км. Год открытия: 1960 год. Год ликвидации: 2022 год

## История
Гороховское торфопредприятие возникло в 1960-х годах, в Котельничском районе, Кировской области. Посёлок торфопредприятия был назван Комсомольский. Он расположен неподалёку от станции Иготино (на железнодорожной магистрали Нижний Новгород — Котельнич). Протяжённость узкоколейной железной дороги Гороховского т/пр, по состоянию на 2001 год, составляла не менее 40 километров. Главная линия пролегает по направлению станция «Перегрузочная» (посёлок Комсомольский) — торфомассив Ивохино — населённый пункт Катни — торфомассив Порозиха .

### Современное состояние

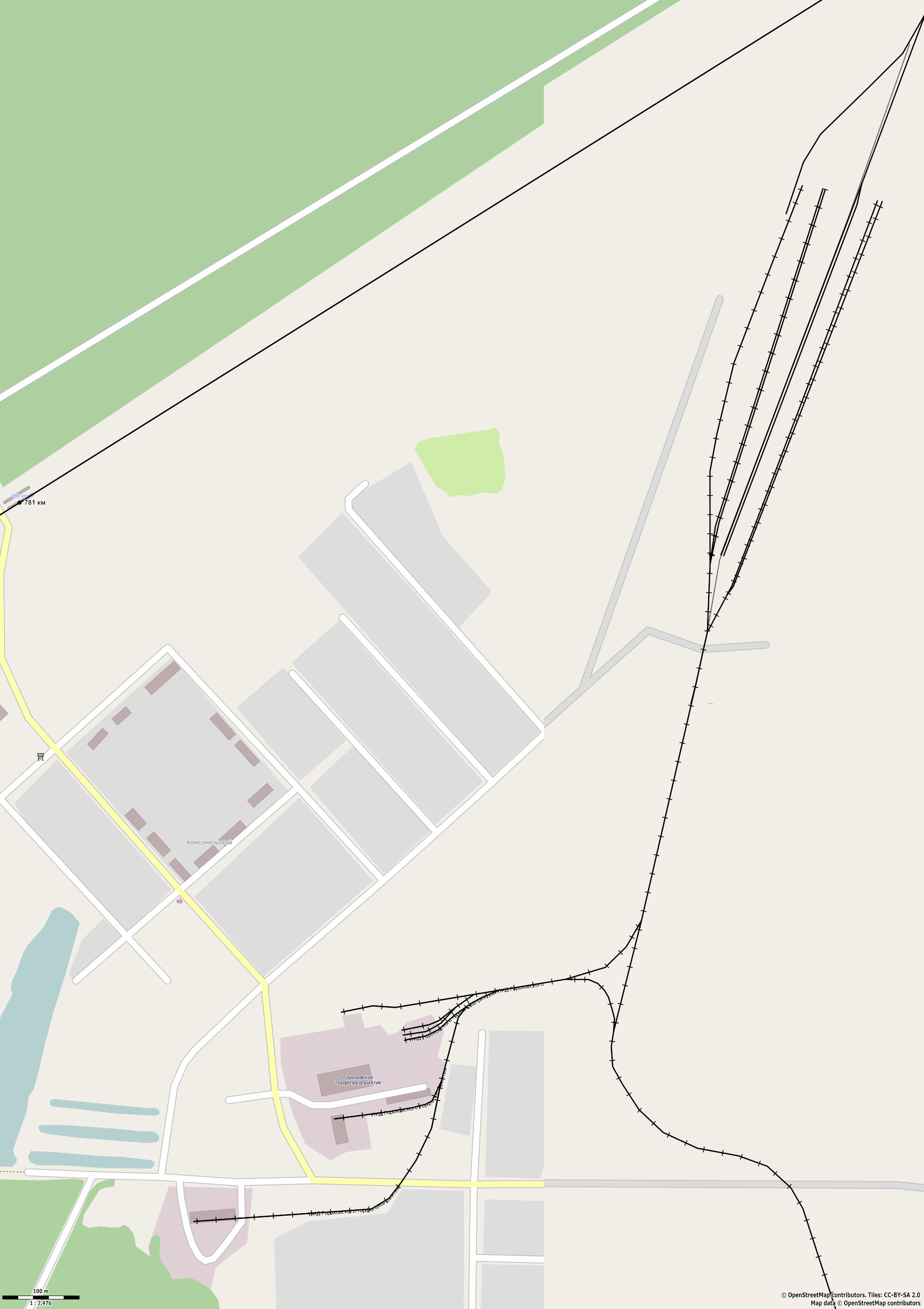
Карта Гороховского т/пр

На 2011 год узкоколейная железная дорога действует, перспективы работы есть. Торф - перегружают на широкую колею и вывозят в Киров и Шарью на ТЭЦ. Пассажирское движение есть, перевозка рабочих к торфяникам.
В 2021 году вывоз торфа прекращён. До апреля 2021 года осуществлялось периодическое движение для вывоза техники с торфополей. Перспективы возобновления работы неизвестны. В 2022 году дорога ликвидирована.

## Подвижной состав

### Локомотивы
- Тепловоз ТУ4 - № 818, 1323, 2961, 2594
- ЭСУ2А - № 1013

### Вагоны
- Крытый вагон
- Вагоны цистерны
- Хопперы-дозаторы
- Вагоны платформы
- Полувагоны для торфа
- Пассажирские вагоны ПВ40
- Вагон транспортёр для перевозки крупногабаритной торфодобывающей техники.

### Путевые машины
- Снегоочистители
- Путевой струг УПС1 - № 50
- Путеукладчики ППР2МА

## Фотогалерея

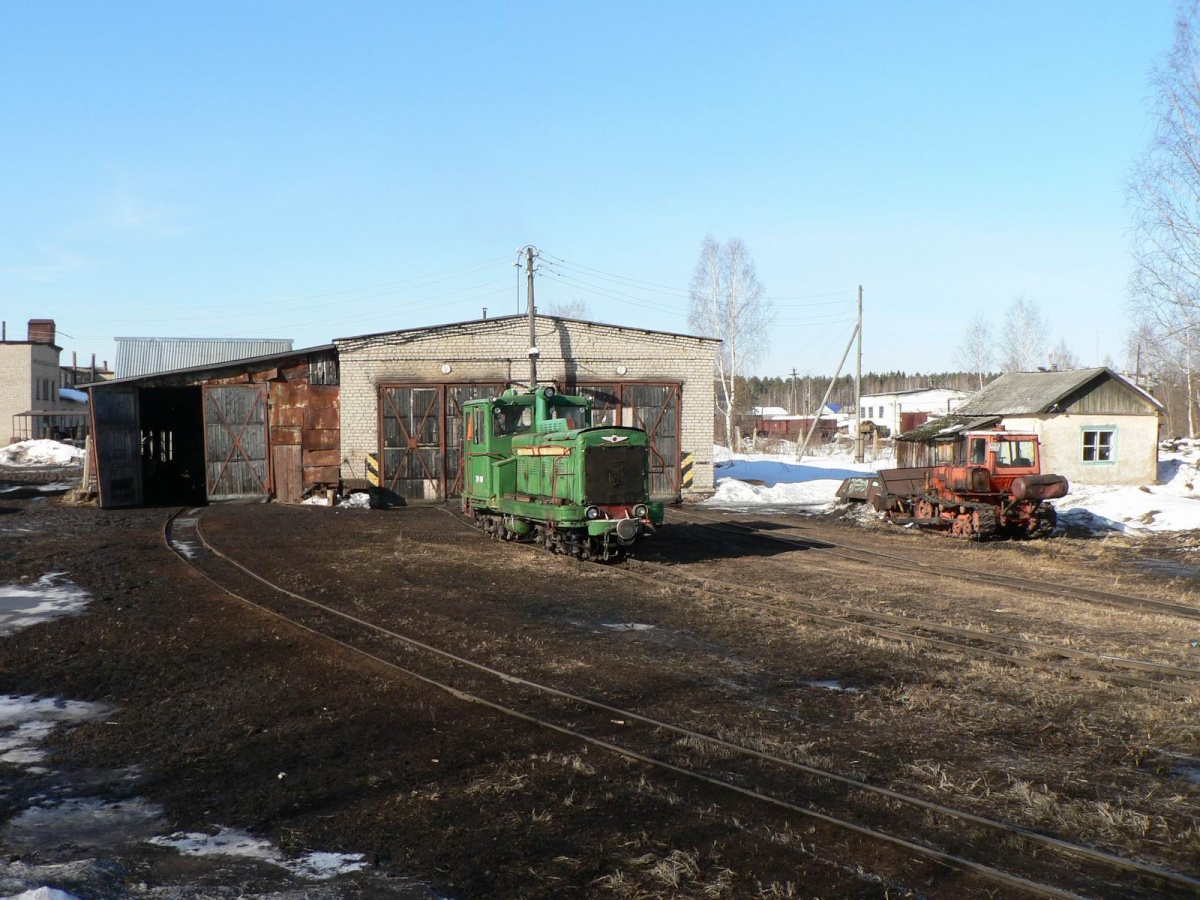
ТУ4-818 перед депо
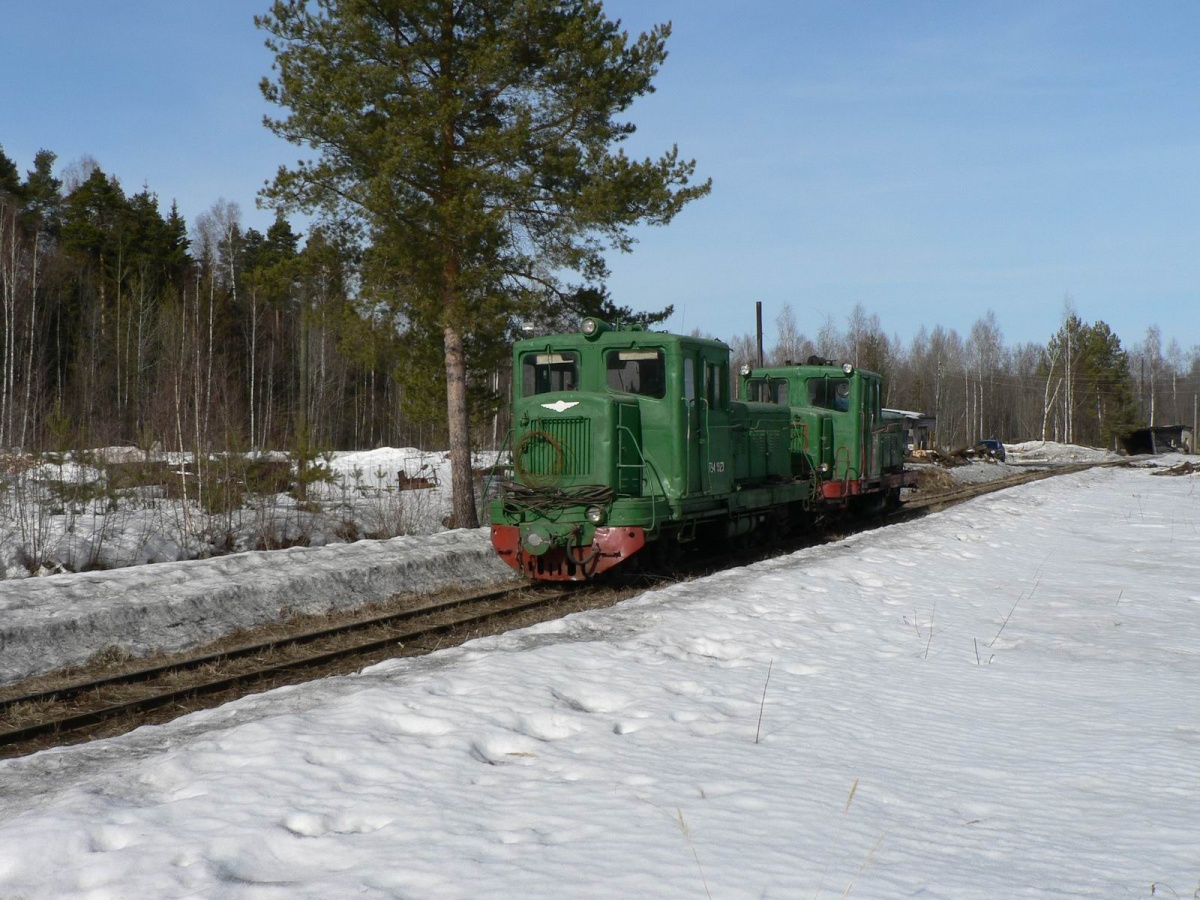
ТУ4-1323 и ТУ4-2961 на перегрузе
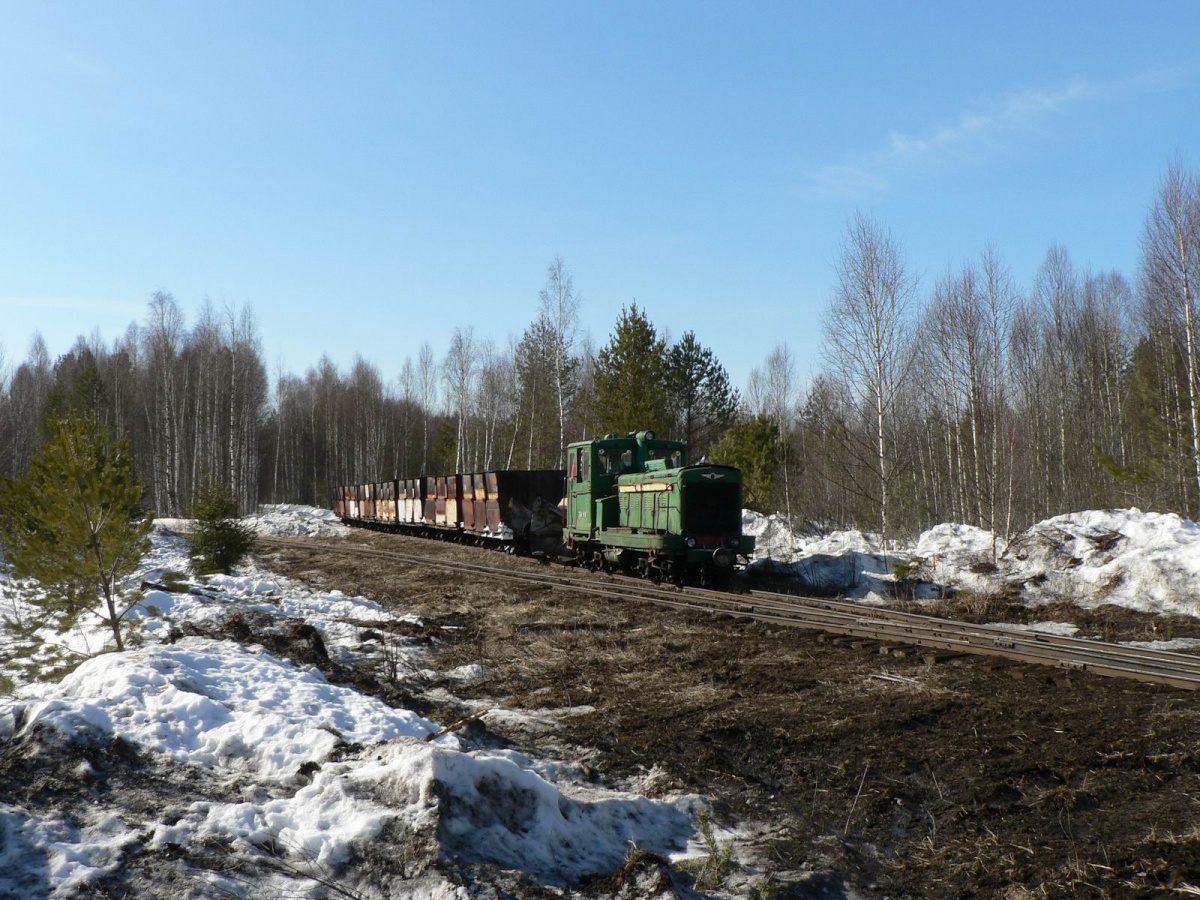
ТУ4-818 с грузовыми вагонами на 8-м разъезде